# Esferānjān
Esferānjān (persiska: اسفرانجان) är en ort i Iran.   Den ligger i provinsen Golestan, i den norra delen av landet, 400 km öster om huvudstaden Teheran. Esferānjān ligger 1 117 meter över havet och antalet invånare är 206.
Terrängen runt Esferānjān är kuperad åt nordväst, men åt sydost är den bergig. Runt Esferānjān är det ganska glesbefolkat, med 39 invånare per kvadratkilometer. Närmaste större samhälle är Gālīkesh, 17,9 km nordväst om Esferānjān. Trakten runt Esferānjān består till största delen av jordbruksmark.